# A Halottnak a csók epizódjainak listája
A Halottnak a csók című sorozat epizódjainak listája.

## Évados áttekintés
| Évad | Évad         | Epizódok száma | Első vetítés | Első vetítés |
| Évad | Évad         | Epizódok száma | USA          | Magyarország |
| ---- | ------------ | -------------- | ------------ | ------------ |
|      | Első évad    | 9              | 2007         | 2008         |
|      | Második évad | 13             | 2008 – 2009  | 2009         |

## Epizódok

### Első évad (2007)
|  | Alább a cselekmény részletei következnek! |

| # | Magyar cím/Eredeti cím             | Író(k)                                   | Rendező           | Első adás (Magyarország) | Első adás (USA)    |
| --- | ---------------------------------- | ---------------------------------------- | ----------------- | ------------------------ | ------------------ |
| 1 | Az első szelet / Pie-lette         | Bryan Fuller                             | Barry Sonnenfeld  | 2008. szeptemrer 8.      | 2007. október 2.   |
| Ned átlagos pitekészítőnek tűnik, azonban egyedül társa, Emerson Cod tudja, hogy a fiú korántsem átlagos: fel tudja éleszteni a holtakat egyetlen érintéssel. Ám ha még egyszer megérint valakit, az újra meghal, ezúttal örökre. Ezen kívül, ha valakit egy percnél tovább hagy életben, valaki másnak kell meghalnia helyette. Emerson, aki magánnyomozó, ráveszi Nedet, hogy társuljanak, és együtt húzzanak hasznot Ned képességéből. A Pitekészítő megérinti az áldozatokat, megkérdezi, ki volt a tettes, újra megérinti őket, majd Emersonnal bezsebelik a vérdíjat. Egy ideig működik is ez a könnyű pénzszerzési módszer, ám egyszer Ned az egyik áldozatban gyerekkori szerelmére, Chuck-ra ismer. Ned nem tudja rávenni magát, hogy miután egyetlen érintéssel felélesztette, a másodikkal megölje a lányt… |                                    |                                          |                   |                          |                    |
| 2. | Bábuk / Dummy                      | Peter Ocko                               | Barry Sonnenfeld  | 2008. szeptember 15.     | 2007. október 9.   |
| Egy nagy autógyártó cég egyik munkatársát holtan találták egy út mentén - feltehetőleg cserbenhagyásos gázolás áldozata lett. Emerson, Ned és Chuck elmennek a hullaházba, de Emersonnak nehezére esik elfogadnia, hogy ezentúl Chuck is részese a nyomozásoknak. Olive, a Pie Hole pincérnője is ferdén néz Chuck-ra, amiért "elvette" tőle a Pitekészítőt. Chucknak hiányoznak a nénikéi, és azt is nehezményezi, hogy Ned nagyon titokzatos a múltját illetően. |                                    |                                          |                   |                          |                    |
| 3 | Temetői humor / The Fun In Funeral | Bryan Fuller                             | Paul Edwards      | 2008. szeptember 22.     | 2007. október 15.  |
| Lawrence Shatz-t, a korrupt temetkezési vállalkozót holtan találták a mosdóban - feltehetően szívelégtelenség áldozata lett. Ned és Emerson azonban tudják, hogy erről szó sincs: amikor Ned úgy döntött, életben hagyja Chuck-ot, egy perc múlva a szomszéd helyiségben Lawrence Schatz holtan esett össze. Ned mindeddig megkímélte Chuck-ot ettől a kellemetlen részlettől, a lány pedig nem boldog, amikor rájön az igazságra. Lawrence ikertestvére, Louis Schatz gyanakodni kezd, hogy fivére gyilkosság áldozata lett, és felbéreli Emerson Cod-ot. Eközben Chuck Alfredotól, az utazó árustól vett homeopátiás hangulatjavítót belesüti a nénikéinek szánt pitébe, amit egy véletlen folytán Olive szállít ki nekik…                                                                                           |                                    |                                          |                   |                          |                    |
| 4 | Az üzenet / Pigeon                 | Rina Mimoun                              | Adam Kane         | 2008. szeptember 29.     | 2007. október 23.  |
| Egy mezőgazdasági permetezőgép ütközik egy lakóházba - feltehetőleg a pilóta öngyilkosságot követett el. Chuck szíve megesik a szerencsétlen lakástulajdonoson, Ned pedig szörnyen féltékeny lesz. Emerson igyekszik az ügyre koncentrálni, de Chuck-ot és a Pitekészítőt jobban érdekli első veszekedésük. Ezalatt Olive bosszút forral Chuck ellen: megpróbálja rábeszélni Lilyt és Viviant, látogassanak el a Pie Hole-ba… |                                    |                                          |                   |                          |                    |
| 5 | Halloween / Girth                  | Katherine Lingenfelter                   | Peter O'Fallon    | 2008. október 6.         | 2007. október 30.  |
| Lucas Shoemaker-t, az exzsokét, jelenlegi lópatkolót holtan találták az istállóban - feltehetőleg egyik lova taposta agyon. Olive szerint azonban egészen más történt, ezért felbéreli Emersont, találja meg a gyilkost. Chuck eközben érveket sorakoztat fel Olive-nak, miért ne mondja el senkinek, főleg nénikéinek ne, hogy életben van. Nednek a Halloween közeledtével egy gyerekkori traumájával kell szembenéznie… |                                    |                                          |                   |                          |                    |
| 6 | Nőstények / Bitches                | Chad Gomez Creasey & Dara Resnik Creasey | Allan Kroeker     | 2008. október 13.        | 2007. november 13. |
| Harold Hundint, a híres kutyatenyésztőt holtan találták irodájában - késelés áldozata lett. Amikor Ned feléleszti, elmondja, a felesége volt a tettes. Emerson boldog, ám Harold elfelejtette említeni, hogy poligámiában élt. Amíg Ned nem tudja, megemlítse-e Chuck-nak a csókját Olive-val, Olive lelkiismeret-furdalásában bevallja Chuck-nak, mi történt. Chuck nem csinál nagy ügyet a dologból, de komolyan fontolóra veszi kapcsolatát a Pitekészítővel, akinek ez cseppet sem tetszik… |                                    |                                          |                   |                          |                    |
| 7 | A siker illata / Smell of Success  | Scott Nimerfro                           | Lawrence Trilling | 2008. október 20.        | 2007. november 20. |
| Anita Grey, a híres szaglás-szakértő, Napolen Lenez asszisztense egy titokzatos robbanásban életét vesztette. Úgy tűnik az elkövető Lenez egyik riválisa, Oscar Vibenius volt. Mialatt Ned és Emerson az ügyön dolgoznak, Olive és Chuck szövetkeznek, hogy visszacsábítsák Lilyt és Viviant a vízbe. Chuck titka azonban veszélybe kerül, amikor túl közel kerül a szaglás két nagymesteréhez… |                                    |                                          |                   |                          |                    |
| 8 | Keserédesség / Bitter Sweets       | Abby Gewanter                            | Allan Kroeker     | 2008. október 27.        | 2007. november 28. |
| Tony DiNapolit a barátnője fojtotta meg egy vacsora közben. A barátnő azonban tagadja, hogy ott járt volna, és felbéreli Emersont, találja meg az igazi gyilkost. Eközben a Pie Hole-lal szemben egy új édességbolt nyílik egy testvérpár tulajdonában, akik mindenre elszántak, hogy megszerezzék a vevőket: ott tesznek keresztbe Nednek, ahol tudnak. Olive és Chuck nem bírják tétlenül nézni, hogy Ned nem tesz semmit ellenük, visszavágnak helyette. Nednek más problémája is akad: Chuck édesapjának a születésnapján úgy érzi, képtelen tovább titkolni a lány elől, hogy miatta halt meg az apja 20 évvel ezelőtt… |                                    |                                          |                   |                          |                    |
| 9 | Hullahó / Corpsicle                | Lisa Joy                                 | Brian Dannelly    | 2008. november 3.        | 2007. december 12. |
| Ned egész éjjel keresi Chuck-ot, de amikor végre megtalálja, a lány nem akart hazamenni vele. Emerson igyekszik egy újabb üggyel elterelni Ned figyelmét, de Chucknak ad igazat, és ezt meg is mondja Nednek. Olive Chuck kérésére megsüti a pitét Lilynek és Viviannek, ám véletlenül túladagolja a homeopátiás szert. A hangulatjavító hatása alatt Lily elmondja Olive-nak, mi történt Chuck anyjával. |                                    |                                          |                   |                          |                    |

Megjegyzés: A 2007-es WGA-sztrájk miatt az első évad tervezett 22 részéből csak 9 készült el.

### Második évad (2007-2008)
|  | Alább a cselekmény részletei következnek! |

| # | Cím                           | Író(k)                                  | Rendező             | Első adás (USA)    | Első adás (Magyarország) |  |
| --- | ----------------------------- | --------------------------------------- | ------------------- | ------------------ | ------------------------ |  |
| 1 | /Bzzzzzzzz!                   | Bryan Fuller                            | Adam Kane           | 2008. október 1.   |                          |  |
| Kentucky Fitz, a Betty's Bees első számú méh-lánya munkahelyi baleset áldozata lett. A gyanakvó férj megkéri Emersont, nézzen a körmére néhai felesége munkatársainak. Chuck beépül a mézalapú termékeket gyártó céghez. Olive-nak eközben nehezére esik azt a sok titkot megtartania, amit barátai felelőtlenül rábíztak, és még nehezebb elfogadnia a tényt, hogy a Pitekészítő nem szereti. A további bonyodalmakat elkerülendő, az éj leple alatt megszökik, és bevonul egy zárdába…              |                               |                                         |                     |                    |                          |  |
| 2. | /Circus, Circus               | Peter Ocko                              | Lawrence Trilling   | 2008. október 8.   |                          |  |
| Nikki Heaps, egy érzelmileg visszamaradt anya lánya egy nap elszökött otthonról. Emerson, miközben saját lányát is igyekszik megtalálni, elvállalja az esetet. A Pitekészítő nehezen birkózik meg a ténnyel, hogy Chuck Olive megüresedett lakásába költözött. Lily bűntudattól vezérelve beköltözik Olive mellé a zárdába. A Pite Odúban ideiglenesen Chuck veszi át a pincérnő szerepét. Vivian, akinek szintén fogalma sincs arról, hová tűnt Olive és Lily, társaságra vágyva betér a Pite Odúba… |                               |                                         |                     |                    |                          |  |
| 3 | /Bad Habits                   | Gretchen J. Berg, Aaron Harberts        | Peter O'Fallon      | 2008. október 15.  |                          |  |
| Larue nővér egy szép déli órán öngyilkosságot követ el, kiugrik a harangtoronyból. Olive, aki szemtanúja lesz az esetnek, úgy hiszi, a nővért meggyilkolták. Felkeresi Emersont, és a lelkére köti, ne hozza magával a nyomozásra Nedet és Chuck-ot. Amikor mégis megjelennek a zárdában, Olive úgy dönt, felfedi egyik titkát… |                               |                                         |                     |                    |                          |  |
| 4 | /Frescorts                    | Lisa Joy                                | Peter Lauer         | 2008. október 22.  |                          |  |
| Joe-t, a Legjobb Barátom Rt. egyik legelkötelezettebb dolgozóját holtan találták egy sikátorban. Legjobb barátai Emersont kérik fel, keresse meg a gyilkost. Váratlan segítséget nyújt neki példaképe és egyben legjobb barátja, akitől a nyomozás alapjait tanulta kiskorában. Eközben Chuck és Olive igyekeznek barátságukat még szorosabbra fűzni azzal, hogy lakótársak lesznek. A Pitekészítőnek nem tetszik, hogy szerelme egyre kevesebb időt tölt vele…                                       |                               |                                         |                     |                    |                          |  |
| 5 | /Dim Sum, Lose Some'          | Davey Holmes                            | Lawrence Trilling   | 2008. október 29.  |                          |  |
| Emerson kedvenc kifőzdéjének szakácsa egy munkahelyi balesetben életét veszti. A magánnyomozó egy szerencsesütibe rejtett üzenet nyomán hozzáfog az eset alapos kivizsgálásához. A nyomozás során egy régen látott ismerősbe botlik, a találkozás pedig kihat az objektivitására is az ügyben. Eközben egy rejtélyes idegen Ned apja után kérdezősködik a Pite Odúban. Ned kifejezett tiltása ellenére Chuck és Olive elhatározzák, hogy titokban felkeresik a Pitekészítő apját…                     |                               |                                         |                     |                    |                          |  |
| 6 | /Oh Oh Oh…It's Magic          | Katherine Lingenfelter                  | Adam Kane           | 2008. november 19. |                          |  |
| |                               |                                         |                     |                    |                          |  |
| 7 | /Robbing Hood                 | Jim Danger Grey                         | Paul Shapiro        | 2008. november 26. |                          |  |
| |                               |                                         |                     |                    |                          |  |
| 8 | /Comfort Food                 | Doug Petrie                             | Peter O'Fallon      | 2008. december 3.  |                          |  |
| |                               |                                         |                     |                    |                          |  |
| 9 | /The Legend of Merle McQuoddy | Chad Gomez Creasey, Dara Resnik Creasey | Lawrence Trilling   | 2008. december 10. |                          |  |
| |                               |                                         |                     |                    |                          |  |
| 10 | /The Norwegians               | Scott Nimerfro                          | Tricia Brock        | 2008. december 17. |                          |  |
| |                               |                                         |                     |                    |                          |  |
| 11 | /Window Dressed to Kill       | Abby Gewanter                           | Julie Anne Robinson | 2009. május 30.    |                          |  |
| |                               |                                         |                     |                    |                          |  |
| 12 | /Water and Power              | Lisa Joy, Jim Danger Gray, Peter Ocko   | Dean White          | 2009. június 6.    |                          |  |
| |                               |                                         |                     |                    |                          |  |
| 13 | /Kerplunk                     | Gretchen J. Berg, Aaron Harberts        | Lawrence Trilling   | 2009. június 13.   |                          |  |
| |                               |                                         |                     |                    |                          |  |